# Anthony Aveni
Anthony Aveni, né le 5 mars 1938, est un anthropologue et astronome américain,. Il travaille dans le milieu universitaire et en tant qu'auteur sur l'archéoastronomie. Il est reconnu pour ses contributions et pour l'influence qu'il a exercée dans le développement de l'astronomie historique et de ses interprétations archéologiques, notamment en ce qui concerne les cultures précolombiennes.

## Biographie
Anthony F. Aveni est un professeur émérite d'astronomie, d'anthropologie et d'études des cultures amérindiennes, servant dans les deux départements de physique et d'astronomie, et de sociologie et d'anthropologie à l'université Colgate, où il enseigne depuis 1963. Il a également servi à l'université du Sud de la Floride, à l'université du Colorado, à l'université Tulane et à l'université de Padoue, en Italie. 
Il intervient également dans divers médias nationaux en tant que chroniqueur sur des sujets liés à l'astronomie. Il a enseigné dans plus de 300 universités à travers le monde. Anthony Aveni a aidé à la recherche et est maintenant considéré comme l'un des fondateurs de l'astronomie culturelle, en particulier pour ses recherches sur l'histoire astronomique des cultures aztèques et mayas. Il a effectué des recherches similaires en Amérique du Nord, au Pérou, en Israël, en Italie et en Grèce. 
Le professeur Aveni a reçu des bourses de recherche octroyées par la National Geographic Society, la National Science Foundation et par diverses fondations privées afin de travailler sur les deux continents américains ainsi qu'en Europe et au Moyen-Orient. 
Il a plus de 35 livres et 300 publications de recherche à son actif, dont trois articles de couverture parus dans la revue Science et des ouvrages clés cités dans les magazines American Scientist, The Sciences, American Antiquity, Latin American Antiquity, et The Journal of Archaeological Research. Deux de ses courtes pièces ont été citées comme des « essais notables » dans les volumes Best American Essays et Best American Science Writing de 2002.

## Prix et distinctions
- The Alumni Award for Excellence in Teaching (1997).
- The Fryxell Medal for Interdisciplinary Research - The Society of American Archaeologists (2013).
- The H.B. Nicholson Award for Excellence in Mesoamerican Studios - The Peabody Museum and the Moses Mesoamerican Archive at Harvard Université[9] (2004).
- The highest national award for Teaching - Colgate University.
- The National Professor of the Year - Council for the Advancement and Support of Éducation.
- The Phi Eta Sigma National Honor Society Distinguished Teaching Award (1990).

## Liste des œuvres
Note : l'année indiquée est la date de la première parution
- (en) Archaeoastronomy in Pre-Columbian America, Austin, University of Texas Press, 1975.
- (en) Native American Astronomy, Austin, University of Texas Press, 1977.
- (en) Skywatchers of Ancient Mexico, Austin, University of Texas Press, 1980.
- (en) Anthony Aveni et G. Urton, Ethnoastronomy and Archaeoastronomy in the American Tropics, vol. 385, Ann. NY Acad. Sci., 1982.
- (en) Archaeoastronomy in the New World, Cambridge University Press, 1982.
- (en) Anthony Aveni et G. Brotherston, Calendars in Mesoamerica and Peru : Native Computations of Time, British Archaeological Reports - International Series, 1983, chap. 174.
- (en) World Archaeoastronomy, Cambridge University Press, 1988.
- (en) The Lines of Nazca, Philadelphia, American Philosophical Society, 1990.
- (en) Empires of Time, New York, Basic Books (Harper and Row), 1989.
- (pt) Observadores del Cielo en El Mexico Antiguo, Mexico City, Fondo de Cultura Economica, 1991, 397 p..
- (en) The Sky in Mayan Literature, NY: Oxford, 1992, 400 p..
- (en) Conversing with the Planets: How Science and Myth Invented the Cosmos, Univ. Press of Colorado, 1992, p. 277 - Nominated for Pulitzer Prize.
- (en + pt) Conversando Com os Planetas, Mercuryo, Lisbon 94 (Portuguese), University Press of Colorado), 1994.
- (en) Rhythmen Des Lebens. Stuttgart Klett-Cotta, 1992.
- (en) Ancient Astronomers, Smithsonian, 1993.
- (it) "Gli Imperi del Tempo, Calendari, Orologi e Culture" Italian Translation of Empires of Time w/new Preface, Bari, Edizioni Dedalo, 1993.
- (en) Behind the Crystal Ball: Magic, Science and the Occult from Antiquity Through the New Age, University Press of Colorado, 1996.
- (en) Stairways to the Stars: Skywatching in Three Great Ancient Cultures, Wiley, 1997.
- (en) Between the Lines: The Mystery of the Giant Ground Drawings of Ancient Nasca, Peru, University of Texas Press, 1999.
- (en) Nasca: Eighth Wonder of the World, British Museum Press, 2000.
- (en) Skywatchers: A Revised and Updated Version of Skywatchers of Ancient Mexico, University of Texas Press, 2001.
- (en) The Oxford Encyclopedia of Mesoamerican Culture, Oxford University Press, 2001.
- (en) The Book of the Year: A Brief History of Our Seasonal Holidays, Oxford University Press, 2002.
- (en) The Madrid Codex: New Approaches to Understanding an Ancient Maya Manuscript, University Press of Colorado, 2004.
- (en) The First Americans: Where They Came From and Who They Became, Scholastic NY, 2005.
- (en) Uncommon Sense: Understanding Nature’s Truths Across Time and Culture, University Press of Colorado, 2006.
- (en) People and the Sky: Our Ancestors and the Cosmos, Thames and Hudson, 2008.
- (en) Foundations of New World Cultural Astronomy: A Reader with Commentary, University Press of Colorado, 2008.
- (en) The End of Time: The Maya Mystery of 2012, University Press of Colorado, 2009.
- (en) Circling the Square: How the Conquest Altered the Shape of Time in Mesoamerica, American Philosophical Society, 2013.
- (en) Buried Beneath Us: Discovering the Ancient Cities of the Americas, Roaring Brook Press, 2013.
- (en) Class Not Dismissed: Reflections on Undergraduate Education and Teaching in the Liberal Arts, University Press of Colorado, 2014.
- (en) The Measure and Meaning of Time in Mesoamerica and the Andes, Washington, Dumbarton Oaks Research Library and Collection, 2015.
- (en) Apocalyptic Anxiety: Religion, Science, and America’s Obsession with the End of the World, University Press of Colorado, 2016.
- (en) In the Shadow of the Moon: The Science, Magic, and Mystery of Solar Eclipses, Yale University Press, 2017.